# 양현로
양현로(Yanghyeon-ro)는 경기도 성남시 분당구 서현동  분당소방서삼거리 에서 야탑동 도촌사거리를 잇는 분당구에 있는 도로이다.

## 주요 경유지
경기도
- 성남시 분당구 (서현동 . 이매동 . 야탑동)

## 노선
| 이름              | 접속 노선         | 소재지 | 소재지 | 소재지 | 비고 |
| ----------------- | ----------------- | ------ | ------ | ------ | ---- |
| 분당소방서삼거리  | 분당로            | 성남시 | 분당구 | 서현동 |      |
| 양현사거리        | 서현로            | 성남시 | 분당구 | 서현동 |      |
| 안말사거리        | 이매로            | 성남시 | 분당구 | 이매동 |      |
| 물방아사거리      | 성남대로779번길   | 성남시 | 분당구 | 이매동 |      |
| 탑골사거리        | 판교로            | 성남시 | 분당구 | 야탑동 |      |
| 야탑10교          |                   | 성남시 | 분당구 | 야탑동 |      |
| 야탑교사거리      | 야탑로            | 성남시 | 분당구 | 야탑동 |      |
| 사송교사거리      | 장미로            | 성남시 | 분당구 | 야탑동 |      |
| 여수천교          |                   | 성남시 | 분당구 | 야탑동 |      |
| (사거리)          | 성남대로          | 성남시 | 분당구 | 야탑동 |      |
| 여수동입구 교차로 | 매화로 여수공원로 | 성남시 | 분당구 | 야탑동 |      |
| 중탑삼거리        | 벌말로            | 성남시 | 분당구 | 야탑동 |      |
| 도촌사거리        | 돌마로            | 성남시 | 분당구 | 야탑동 |      |
| 희망로와 직결     |                   |        |        |        |      |

## 주요 시설및 건물
- 분당소방서 (양현로 14/서현동 278)
- 서현119안전센터 (양현로 14/서현동 278)
- 경기도성남교육지원청 (양현로 20/서현동 279)
- 안말초등학교 (양현로 104/이매동 118)
- 이매초등학교 (양현로 146/이매동 112)
- 성남시 분당구선거관리위원회 (양현로 164/이매동 113)
- 성남상공회의소 (양현로 164/이매동 113)
- 이매중학교 (양현로 194/이매동 102)
- 하탑초등학교 (양현로 262/야탑동 531)
- 분당구보건소 (양현로 306/야탑동 349)
- GS칼텍스 분당대일주유소 (양현로 312/야탑동 348)
- 국민연금공단 분당지사 (양현로 322/야탑동 344-1)
- 중소벤처기업진흥공단 경기동부지부 (양현로 322/야탑동 344-1)
- 야탑초등학교 (양현로 400/야탑동 333)
- 야탑중학교 (양현로 442/야탑동 336)
- 홈플러스 익스프레스 성남여수점 (양현로 465/여수동 583)
- 타이어프로 분당야탑점 (양현로 475/야탑동 202-2)
- 야탑119안전센터 (양현로 485/야탑동 203)